# Brackets
Brackets – darmowy edytor tekstu, przeznaczony do tworzenia dokumentów HTML (edytor HTML) dystrybuowany na licencji MIT o otwartym kodzie źródłowym. Spośród innych edytorów webowych Brackets wyróżnia się wbudowaną opcją podglądu dokumentu na żywo podczas jego tworzenia.

## Funkcjonalność
Program jest przeznaczony do tworzenia dokumentów oraz plików z użyciem języków HTML, CSS oraz JavaScript. Umożliwia użytkownikowi podręczną możliwość edycji właściwości CSS lub wartości kolorów (za pośrednictwem wbudowanej palety barw) bezpośrednio z innego pliku, do którego te wartości się tyczą oraz podgląd pisanego kodu na żywo.